# 海烏姆諾
海烏姆諾，旧称库尔姆（德語：或）是位於波蘭北部維斯瓦河沿岸的城市，屬於庫亞維-波美拉尼亞省，約有18,000名居民。海烏姆諾在歷史上曾屬德國。一戰之後，海烏姆諾被劃入波蘭。在二戰期間，海烏姆諾被德國佔領，纳入德国本土。二战结束后海烏姆諾被划归波兰。在1975至1998年期間，海烏姆諾屬托倫省。 
由于在中世纪的区域重要性，该镇的名称被赋予整个地区，即库尔姆兰（后来成为波兰王国的一个行政单位海烏姆諾省）。此外还有于此建立的天主教海烏姆諾教区以及库尔姆法——一种市政治理形式，被中欧180多个城市和城镇采用，其中最著名的有华沙、但泽、托伦、柯尼斯堡、阿伦施泰因、普沃茨克和梅梅尔。该地拥有保存完好的历史老城区，被列为波兰历史古迹，其中有地标性的哥特式教堂和文艺复兴式市政厅。 在近代早期，这里是一个重要的教育中心，同时也是19世纪著名波兰外科医生路德维克·雷迪格尔进行外科手术开创性操作的地方。

## 历史

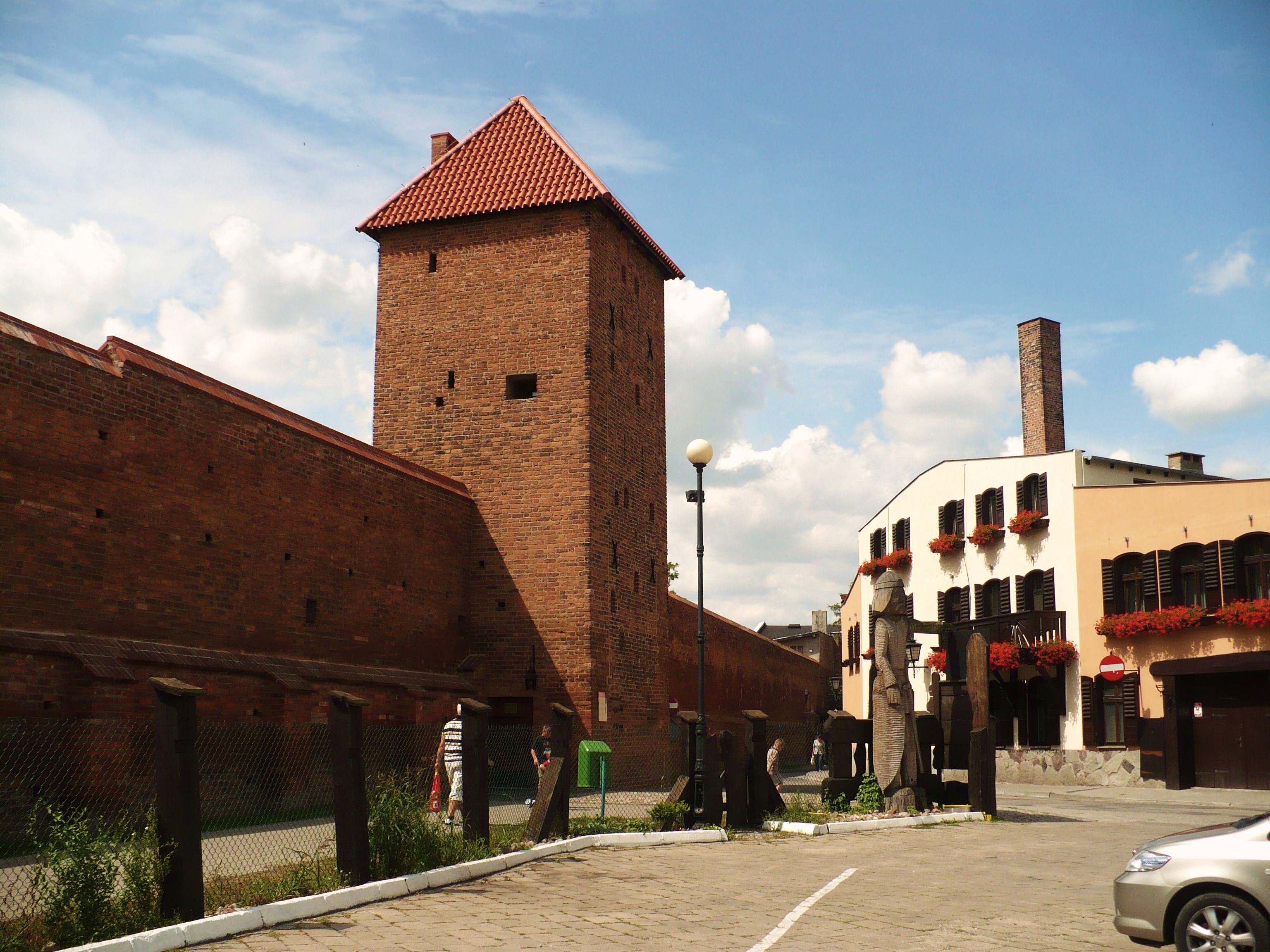
中世纪城墙与火药塔

关于海烏姆諾的最早文字记载可见于据称由波兰公爵慷慨者博莱斯瓦夫二世于1065年为莫吉尔诺的本笃会修道院颁发的一份文件。1226年，马佐夫舍公爵康拉德一世邀请条顿骑士团进入海烏姆諾地区。1233年，库尔姆获得了被称为“库尔姆法”的城市权利（1251年重颁），该法律成为后来200多个现今位于波兰、立陶宛和俄罗斯的城市的治理模式。1243年，教皇使节威廉·莫德纳将该镇设为海乌姆诺天主教教区的名义主教驻地，隶属于里加总主教区（但主教座堂与主教府实际位于邻近的赫乌姆扎）。该镇作为商业汉萨同盟成员而日益繁荣。
14世纪时，教皇的裁决要求将该镇及地区归还波兰，然而条顿骑士团并未遵从，继续占领此地。该镇一直是条顿骑士团国的一部分，直到1454年。1440年，该镇成为反对骑士统治的普鲁士联邦创始成员之一，并应其请求，波兰国王卡齐米日四世·亚盖隆于1454年将该地重新并入波兰王国王冠领。1454年5月，该镇在托伦向波兰国王宣誓效忠。十三年战争结束后，条顿骑士团正式放弃对该镇的主张，并承认其为波兰领土。海烏姆諾被定为海烏姆諾省首府。1566年里加总主教区解散后，海烏姆諾的主教参加了由格涅兹诺总主教主持的教省会议。1821年，教廷通过通谕《De salute animarum》正式承认海烏姆諾教区为格涅兹诺总教区的附属教区，该教区同时扩展至包括戈日诺、克拉伊纳和贾武多沃。1692年，当地文理中学转型为海烏姆諾学院（Akademia Chełmińska），并于1756年成为波兰最古老和最重要的大学——克拉科夫的雅盖隆大学的分校。波兰巴洛克最重要作曲家之一的格热戈日·热尔瓦齐·戈尔奇茨基曾于1690年代在该学院授课。
1772年，第一次瓜分波兰后，该镇被普鲁士王国吞并。1807年至1815年间，海烏姆諾属于短命的波兰华沙公国，拿破仑战争结束后重新并入普鲁士。
作为“库尔姆”，该镇曾是驻军城市。1776年，腓特烈大帝在此设立了军官学校，旨在德国化波兰地区及贵族。1890年，该驻军人数为561人。1890年10月1日，军官学校迁往波美拉尼亚的克斯林（今科沙林）。作为反波政策的一部分，普鲁士当局驱逐了来自克拉科夫的教授、 关闭了本地波兰学院，并取缔了天主教修道院。波兰人受到多种压迫，当地波兰语报纸也被查封。

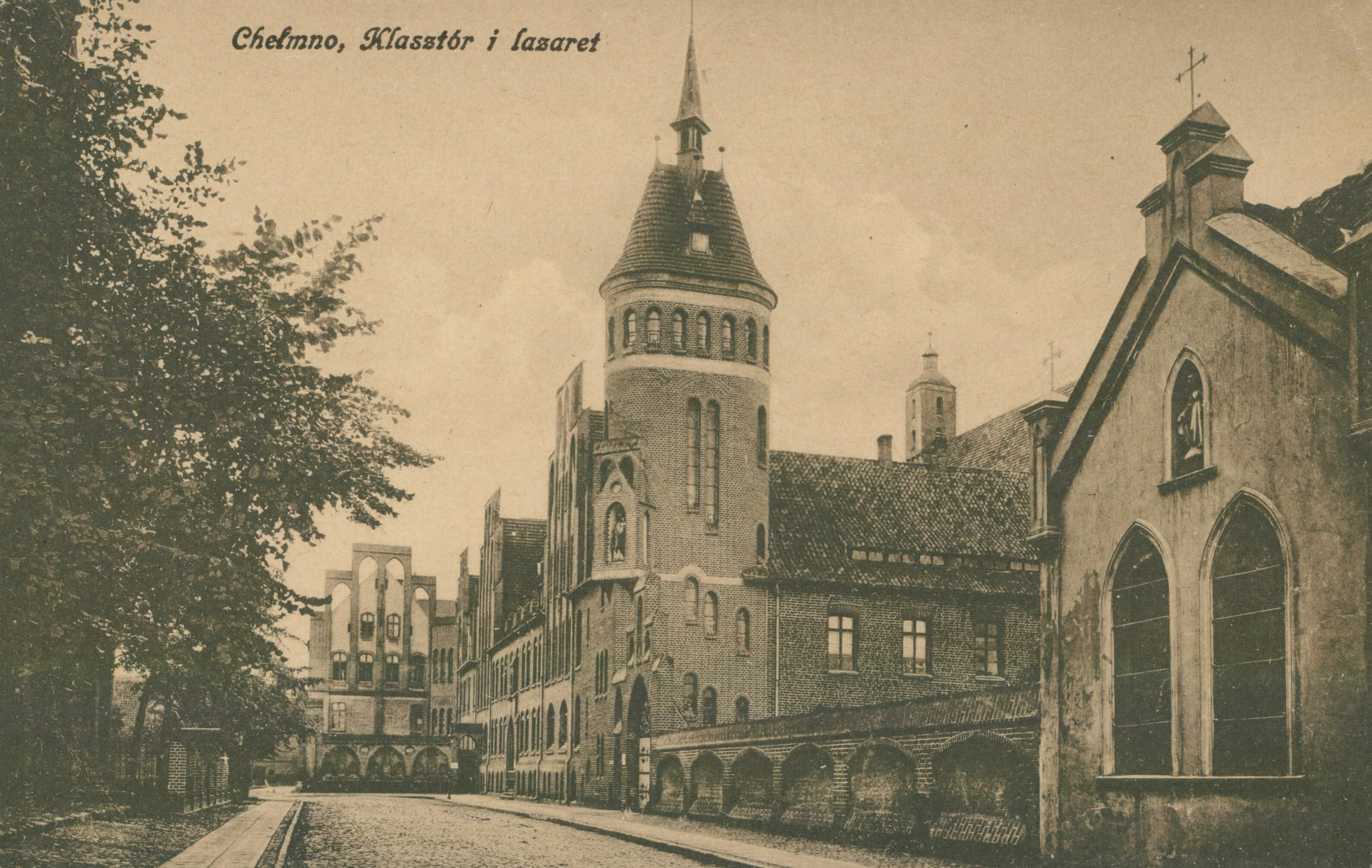
战间期的慈善修女会修道院

著名波兰外科医生路德维克·雷迪格尔于1878年在该镇开设私人诊所，开展了多项开创性手术，包括1880年在波兰首例、世界第二例的胃癌幽门切除术，以及1881年世界首例的消化性溃疡切除术。由于普鲁士当局的骚扰，雷迪格尔于1887年将诊所转让给其员工莱昂·波列夫斯基。

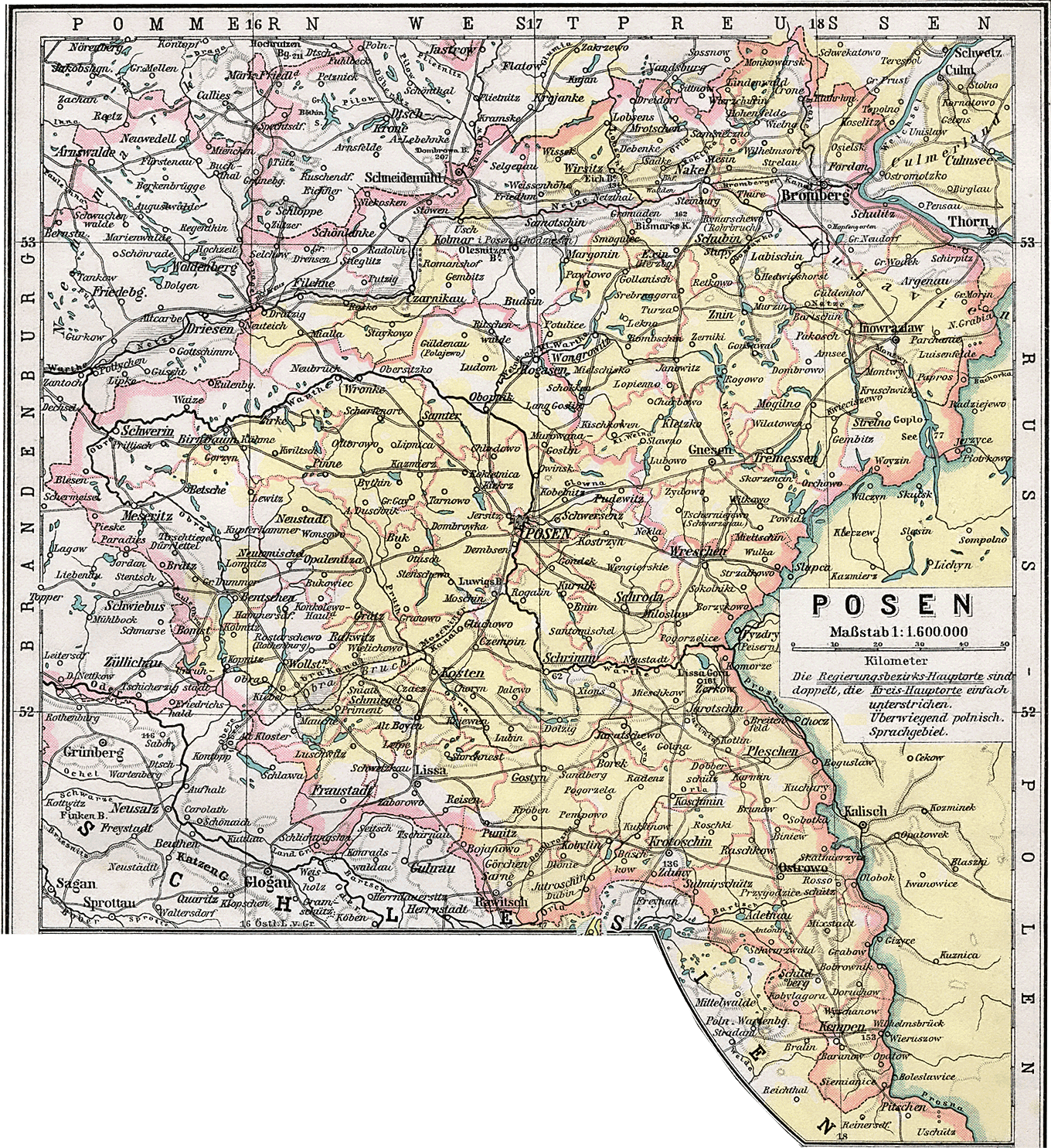
库尔姆位于布龙贝格（今比得哥什）东北，在1905年绘制的波森省地图中可见（图中黄色区域表示当时以波兰语为主的地区）

1920年1月22日，波兰军队进入该镇，受到当地居民的热烈欢迎，海烏姆諾重归独立的波兰。

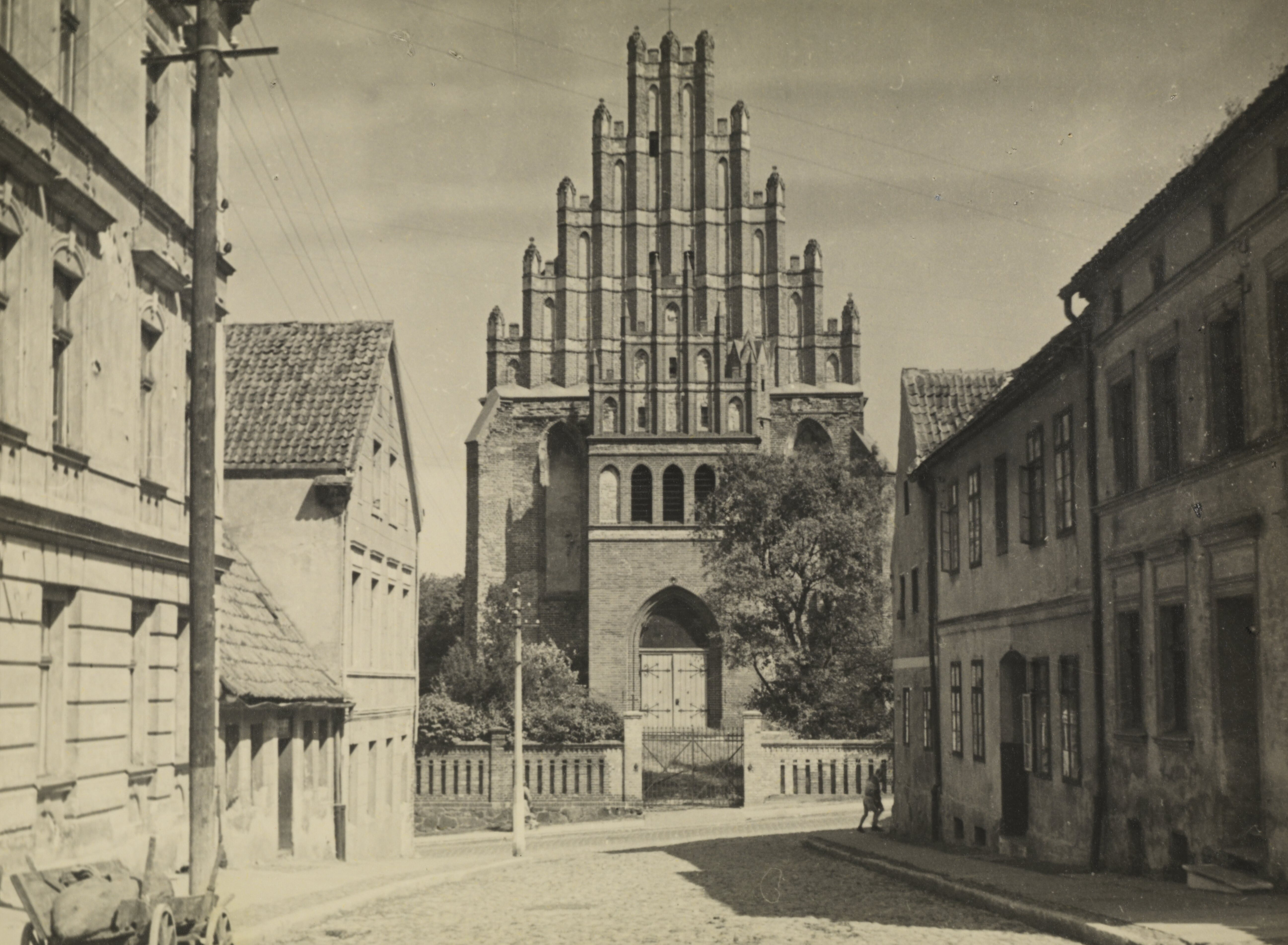
1945年的多明我会教堂

1939年第二次世界大战爆发后，纳粹德国当局在占领该地后屠杀了约5,000名波兰平民。这些暴行发生在克拉姆雷等周边村镇，另有许多波兰人于森林中被秘密处决。 关于这段历史，一些海烏姆諾居民在纪录片《浩劫》（1985）中接受了采访。其余波兰人被驱逐至纳粹占领波兰东部的总督府地区，此举是德国生存空间政策的一部分。波兰地下国家的抵抗组织，如“波兰尚存”（Polska Żyje）、格伦瓦尔德（Grunwald）和灰色队伍（Szare Szeregi）也在该地活动。海烏姆諾在战争期间被纳入大德意志帝国但泽-西普鲁士大区，为库尔姆县县治所在地。1945年1月25日，德军撤退时实施焦土政策，焚毁包括医院、火车站和啤酒厂在内的多处建筑。
1975年至1998年，该镇隶属于托伦省。